# Nascar Winston Cup Series 1984

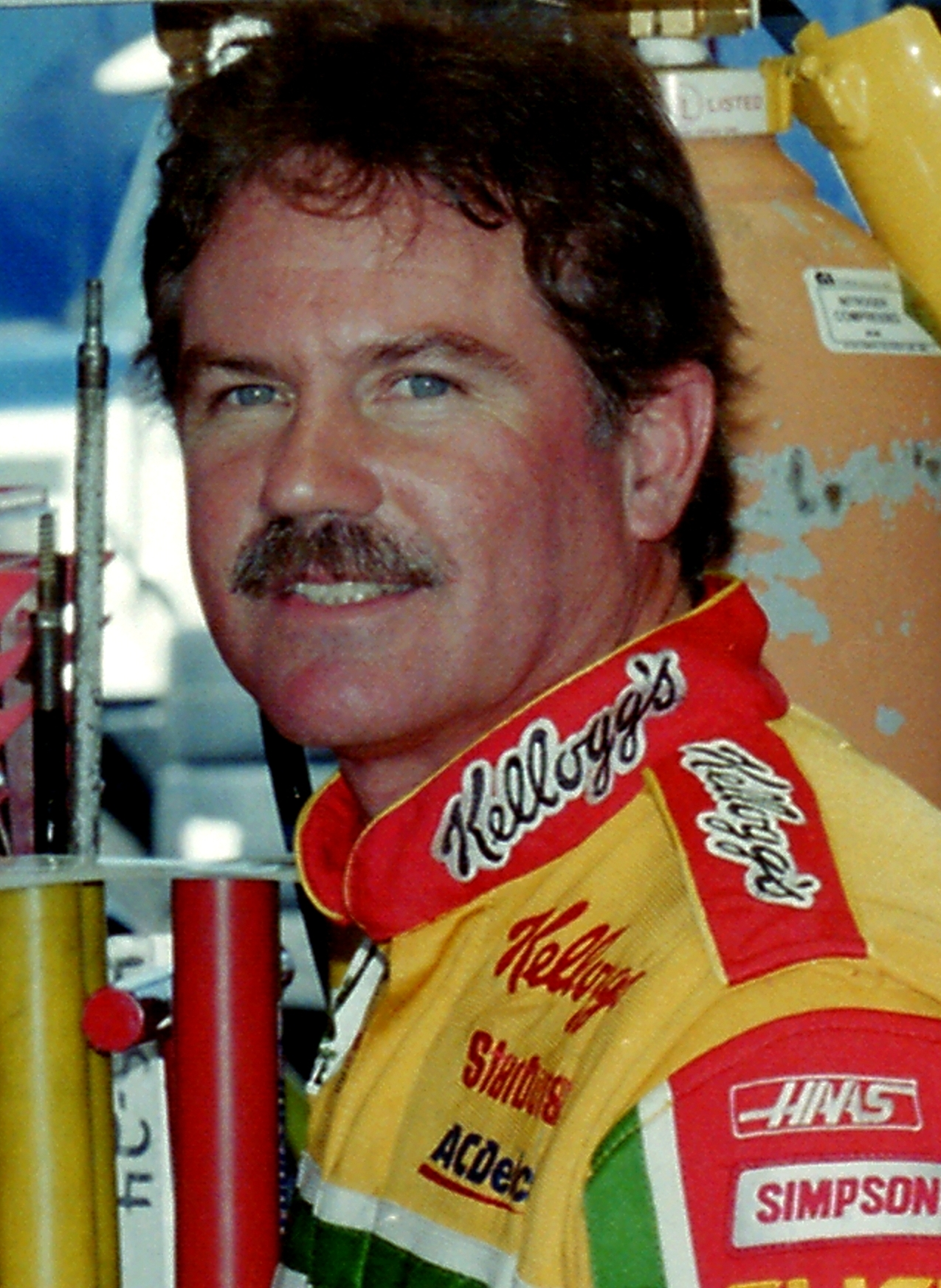
Terry Labonte vann förarmästerskapet. (Bild från 1997.)

Nascar Winston Cup Series 1984 var den 36:e upplagan av den främsta divisionen av professionell stockcarracing i USA sanktionerad av National Association for Stock Car Auto Racing.  
Säsongen bestod av 30 race och inleddes på Daytona International Speedway med uppvisningsloppen Busch Clash 12 februari och UNO Twin 125 Qualifiers 16 februari, vilket även var slutkval till den 26:e upplagan av Daytona 500. Säsongen avslutades 18 november på Riverside International Raceway med Winston Western 500. Serien vanns av Terry Labonte, vilket var hans första av två mästerskapstitlar. Chevrolet som bilmärke dominerade serien med 21 segrar, uppvisningslopp exkluderat.

## Tävlingskalender
| Nr | Officiellt namn                | Bana                                            | Datum         |
| -- | ------------------------------ | ----------------------------------------------- | ------------- |
|    | Busch Clash                    | Daytona International Speedway, Daytona Beach   | 12 februari   |
|    | UNO Twin 125 Qualifiers        | Daytona International Speedway, Daytona Beach   | 16 februari   |
|    | Daytona 500 Consolation Race   | Daytona International Speedway, Daytona Beach   | 17 februari   |
| 1  | Daytona 500                    | Daytona International Speedway, Daytona Beach   | 19 februari   |
| 2  | Miller High Life 400           | Richmond Fairgrounds Raceway, Richmond          | 26 februari   |
| 3  | Warner W. Hodgdon Carolina 500 | North Carolina Motor Speedway, Rockingham       | 4 mars        |
| 4  | Coca-Cola 500                  | Atlanta International Raceway, Hampton          | 18 mars       |
| 5  | Valleydale 500                 | Bristol International Raceway, Bristol          | 1 april       |
| 6  | Northwestern Bank 400          | North Wilkesboro Speedway, North Wilkesboro     | 8 april       |
| 7  | Transouth 500                  | Darlington Raceway, Darlington                  | 15 april      |
| 8  | Sovran Bank 500                | Martinsville Speedway, Ridgeway                 | 29 april      |
| 9  | Winston 500                    | Alabama International Motor Speedway, Talladega | 6 maj         |
| 10 | Coors 420                      | Nashville Speedway, Nashville                   | 12 maj        |
| 11 | Budweiser 500                  | Dover Downs International Speedway, Dover       | 20 maj        |
| 12 | World 600                      | Charlotte Motor Speedway, Concord               | 27 maj        |
| 13 | Budweiser 400                  | Riverside International Raceway, Riverside      | 3 juni        |
| 14 | Van Scoy Diamond Mine 500      | Pocono International Raceway, Long Pond         | 10 juni       |
| 15 | Miller High Life 400           | Michigan International Speedway, Brooklyn       | 17 juni       |
| 16 | Firecracker 400                | Daytona International Speedway, Daytona Beach   | 4 juli        |
| 17 | Pepsi 420                      | Nashville Speedway, Nashville                   | 14 juli       |
| 18 | Like Cola 500                  | Pocono International Raceway, Long Pond         | 22 juli       |
| 19 | Talladega 500                  | Alabama International Motor Speedway, Talladega | 29 juli       |
| 20 | Champion Spark Plug 400        | Michigan International Speedway, Brooklyn       | 12 augusti    |
| 21 | Busch 500                      | Bristol International Raceway, Bristol          | 25 augusti    |
| 22 | Southern 500                   | Darlington Raceway, Darlington                  | 2 september   |
| 23 | Wrangler Sanfor-Set 400        | Richmond Fairgrounds Raceway, Richmond          | 9 september   |
| 24 | Delaware 500                   | Dover Downs International Speedway, Dover       | 16 september  |
| 25 | Goody's 500                    | Martinsville Speedway, Ridgeway                 | 23 september  |
| 26 | Miller High Life 500           | Charlotte Motor Speedway, Concord               | 7 oktober     |
| 27 | Holly Farms 400                | North Wilkesboro Speedway, North Wilkesboro     | 14 oktober    |
| 28 | Warner W. Hodgdon American 500 | North Carolina Motor Speedway, Rockingham       | 21 oktober    |
| 29 | Atlanta Journal 500            | Atlanta International Raceway, Hampton          | 4 11 november |
| 30 | Winston Western 500            | Riverside International Raceway, Riverside      | 18 november   |

## Resultat
| Nr | Tävling                        | Pole position   | Flest ledda varv | Vinnare         | Team/ bilägare           | Konstruktör | Rapport |
| -- | ------------------------------ | --------------- | ---------------- | --------------- | ------------------------ | ----------- | ------- |
| U  | Busch Clash                    | Jody Ridley     | Buddy Baker      | Neil Bonnett    | Johnson Hodgdon Racing   | Chevrolet   | Rapport |
| KV | UNO Twin 125 Qualifiers 1      | Cale Yarborough | Cale Yarborough  | Cale Yarborough | Ranier-Lundy Racing      | Chevrolet   | Rapport |
| KV | UNO Twin 125 Qualifiers 2      | Terry Labonte   | i.u.             | Bobby Allison   | DiGard Motorsports       | Buick       | Rapport |
| 1  | Daytona 500                    | Cale Yarborough | Cale Yarborough  | Cale Yarborough | Ranier-Lundy Racing      | Chevrolet   | Rapport |
| 2  | Miller High Life 400           | Darrell Waltrip | Darrell Waltrip  | Ricky Rudd      | Bud Moore Engineering    | Ford        | Rapport |
| 3  | Warner W. Hodgdon Carolina 500 | Harry Gant      | Bobby Allison    | Bobby Allison   | DiGard Motorsports       | Buick       | Rapport |
| 4  | Coca-Cola 500                  | Buddy Baker     | Benny Parsons    | Benny Parsons   | Johnny Hayes             | Chevrolet   | Rapport |
| 5  | Valleydale 500                 | Ricky Rudd      | Darrell Waltrip  | Darrell Waltrip | Johnson Hodgdon Racing   | Chevrolet   | Rapport |
| 6  | Northwestern Bank 400          | Ricky Rudd      | Ricky Rudd       | Tim Richmond    | Bud Moore Engineering    | Pontiac     | Rapport |
| 7  | Transouth 500                  | Benny Parsons   | Darrell Waltrip  | Darrell Waltrip | Johnson Hodgdon Racing   | Chevrolet   | Rapport |
| 8  | Sovran Bank 500                | Joe Ruttman     | Bobby Allison    | Geoffrey Bodine | All-Star Racing          | Chevrolet   | Rapport |
| 9  | Winston 500                    | Cale Yarborough | Benny Parsons    | Cale Yarborough | Ranier-Lundy Racing      | Chevrolet   | Rapport |
| 10 | Coors 420                      | Darrell Waltrip | Neil Bonnett     | Darrell Waltrip | Johnson Hodgdon Racing   | Chevrolet   | Rapport |
| 11 | Budweiser 500                  | Ricky Rudd      | Richard Petty    | Richard Petty   | Mike Curb                | Pontiac     | Rapport |
| 12 | World 600                      | Harry Gant      | Bobby Allison    | Bobby Allison   | DiGard Racing            | Buick       | Rapport |
| 13 | Budweiser 400                  | Terry Labonte   | Terry Labonte    | Terry Labonte   | Hagan Racing             | Chevrolet   | Rapport |
| 14 | Van Scoy Diamond Mine 500      | Neil Bonnett    | Cale Yarborough  | Cale Yarborough | Ranier-Lundy Racing      | Chevrolet   | Rapport |
| 15 | Miller High Life 400           | Bill Elliott    | Cale Yarborough  | Bill Elliott    | Melling Racing           | Ford        | Rapport |
| 16 | Firecracker 400                | Cale Yarborough | Cale Yarborough  | Richard Petty   | Mike Curb                | Pontiac     | Rapport |
| 17 | Pepsi 420                      | Ricky Rudd      | Geoffrey Bodine  | Geoffrey Bodine | All-Star Racing          | Chevrolet   | Rapport |
| 18 | Like Cola 500                  | Bill Elliott    | Harry Gant       | Harry Gant      | Mach 1 Racing            | Chevrolet   | Rapport |
| 19 | Talladega 500                  | Cale Yarborough | Buddy Baker      | Dale Earnhardt  | Richard Childress Racing | Chevrolet   | Rapport |
| 20 | Champion Spark Plug 400        | Bill Elliott    | Terry Labonte    | Darrell Waltrip | Johnson Hodgdon Racing   | Chevrolet   | Rapport |
| 21 | Busch 500                      | Geoffrey Bodine | Terry Labonte    | Terry Labonte   | Hagan Racing             | Chevrolet   | Rapport |
| 22 | Southern 500                   | Harry Gant      | Harry Gant       | Harry Gant      | Mach 1 Racing            | Chevrolet   | Rapport |
| 23 | Wrangler Sanfor-Set 400        | Darrell Waltrip | Darrell Waltrip  | Darrell Waltrip | Johnson Hodgdon Racing   | Chevrolet   | Rapport |
| 24 | Delaware 500                   | Terry Labonte   | Harry Gant       | Harry Gant      | Mach 1 Racing            | Chevrolet   | Rapport |
| 25 | Goody's 500                    | Geoffrey Bodine | Darrell Waltrip  | Darrell Waltrip | Johnson Hodgdon Racing   | Chevrolet   | Rapport |
| 26 | Miller High Life 500           | Benny Parsons   | Benny Parsons    | Bill Elliott    | Melling Racing           | Ford        | Rapport |
| 27 | Holly Farms 400                | Darrell Waltrip | Darrell Waltrip  | Darrell Waltrip | Johnson Hodgdon Racing   | Chevrolet   | Rapport |
| 28 | Warner W. Hodgdon American 500 | Geoffrey Bodine | Harry Gant       | Bill Elliott    | Melling Racing           | Ford        | Rapport |
| 29 | Atlanta Journal 500            | Bill Elliott    | Bill Elliott     | Dale Earnhardt  | Richard Childress Racing | Chevrolet   | Rapport |
| 30 | Winston Western 500            | Terry Labonte   | Bobby Allison    | Geoffrey Bodine | All-Star Racing          | Chevrolet   | Rapport |